# 雅致黄金凤
雅致黄金凤（学名：Impatiens siculifer var. mitis）为凤仙花科凤仙花属下的一个变种。